# Tào Xuyên
Tào Xuyên là một phường thuộc thành phố Thanh Hóa, tỉnh Thanh Hóa, Việt Nam.

## Địa lý
Phường Tào Xuyên nằm ở phía tả ngạn sông Mã, có vị trí địa lý:
- Phía đông giáp phường Long Anh
- Phía tây giáp phường Hàm Rồng và phường Thiệu Dương
- Phía nam giáp phường Long Anh
- Phía bắc giáp huyện Hoằng Hóa.

Phường có diện tích 5,66 km², dân số năm 2018 là 9.933 người, mật độ dân số đạt 1.755 người/km².

## Hành chính
Phường Tào Xuyên được chia thành 11 tổ dân phố: 1, 2, 3, 4, 5, Nghĩa Sơn 1, Nghĩa Sơn 2, Phượng Đình 1,  Phượng Đình 2, Thành Khang, Yên Vực 1.

## Lịch sử
Phần lớn địa bàn phường Tào Xuyên trước đây là xã Hoằng Lý thuộc huyện Hoằng Hóa.
Ngày 6 tháng 11 năm 2003, Chính phủ ban hành Nghị định 131/2003/NĐ-CP. Theo đó, thành lập thị trấn Tào Xuyên trên cơ sở 60,80 ha diện tích tự nhiên và 1.500 người của xã Hoằng Anh, 168,94 ha diện tích tự nhiên và 3.114 người của xã Hoằng Long, 45,61 ha diện tích tự nhiên và 502 người của xã Hoằng Lý.
Sau khi thành lập, thị trấn Tào Xuyên có 275,35 ha diện tích tự nhiên và 6.520 người. Xã Hoằng Lý còn lại 289,50 ha diện tích tự nhiên và 3.063 người.
Ngày 29 tháng 2 năm 2012, Chính phủ ban hành Nghị quyết số 05/NQ-CP. Theo đó:
- Chuyển thị trấn Tào Xuyên và xã Hoằng Lý về thành phố Thanh Hóa quản lý
- Thành lập phường Tào Xuyên thuộc thành phố Thanh Hóa trên cơ sở toàn bộ 275,82 ha diện tích tự nhiên và 5.842 người của thị trấn Tào Xuyên.

Từ ngày 17 tháng 8 năm 2018, sau khi sắp xếp các thôn, xã Hoằng Lý có 5 thôn từ thôn 1 đến thôn 5. Phường Tào Xuyên có 6 tổ dân phố: Thành Khang, Phượng Đình 1, Phượng Đình 2, Nghĩa Sơn 1, Nghĩa Sơn 2, Yên Vực.
Trước khi sáp nhập, phường Tào Xuyên có diện tích 2,76 km², dân số là 6.913 người, mật độ dân số đạt 2.505 người/km². Xã Hoằng Lý có diện tích 2,90 km², dân số là 3.020 người, mật độ dân số đạt 1.041 người/km².
Ngày 16 tháng 10 năm 2019, Ủy ban Thường vụ Quốc hội ban hành Nghị quyết số 786/NQ-UBTVQH14 (nghị quyết có hiệu lực từ ngày 1 tháng 12 năm 2019). Theo đó, sáp nhập toàn bộ diện tích và dân số xã Hoằng Lý vào phường Tào Xuyên.